# Wurfmesser
Ein Wurfmesser ist eine Wurfwaffe, die durch eine spezielle Formgebung und eine genaue Gewichtsverteilung dazu konstruiert ist, gezielt geworfen zu werden.

## Beschreibung
Wurfmesser sind für die speziellen Anforderungen angepasst: Sie sind aus einem Material, das ausreichend flexibel ist, um auch beim ungünstigen Auftreffen auf harte Ziele nicht zu brechen. Gut geeignet sind Federstahlsorten.
Je nach Nutzung werden stumpfe (Sport) oder scharfe (Jagd) Klingen verwendet. Der Schwerpunkt ist etwa in der Mitte des Wurfmessers, um gleichmäßige Flugeigenschaften zu erzielen. Nicht ausbalancierte Messer fasst man grundsätzlich am leichteren Ende an. Wurfmesser unter 200 g Gewicht werden von professionellen Sportlern nicht verwendet, da ihr Flug schwer zu kontrollieren ist. In den USA werden schwere Wurfmesser bevorzugt, die oft vorderlastig und scharf sind.